# Герой за дорученням
«Герой за дорученням» (англ. A Hero by Proxy) — американська короткометражна кінокомедія режисера Воллеса Бірі 1916 року.

## У ролях
- Картер Де Гейвен — Тімоті Доббс
- Рут Кліффорд — Доллі
- Гейворд Мак
- Чарльз Кейсі
- Роберт Мілаш